# Szi'aszpiqo
Szi'aszpiqo (uralkodói nevén Szegerehtauiré) meroéi kusita uralkodó volt i. e. 487–468 között.
Elődje Amaniasztabaraqo volt, utódja Naszakhma. Dinasztiája többi tagjához hasonlóan Nuriban temették el, a Nu.4 sírba. Egy gránitsztéléről, egy libációs korsóról, valamint egy Nuriban talált áldozati asztalról ismert, ezek ma a kartúmi Meroé Múzeumban találhatóak. Szívszkarabeusza és egy usébtije is előkerült.

## Fordítás
- Ez a szócikk részben vagy egészben  a   Siaspiqa című angol Wikipédia-szócikk ezen változatának fordításán alapul.  Az eredeti cikk szerkesztőit annak laptörténete sorolja fel. Ez a jelzés csupán a megfogalmazás eredetét és a szerzői jogokat jelzi, nem szolgál a cikkben szereplő információk forrásmegjelöléseként.